# Pittosporum crassicaule
Pittosporum crassicaule là một loài thực vật có hoa trong họ Pittosporaceae. Loài này được Cockayne ex Laing & Gourlay miêu tả khoa học đầu tiên năm 1935.